# Пожар в центре для мигрантов в Сьюдад-Хуаресе
27 марта 2023 года произошёл пожар в иммиграционном центре содержания под стражей, расположенном на границе Мексики и США в Сьюдад-Хуаресе, штат Чиуауа. В результате пожара погибли 38 человек, ещё не менее 31 получили серьёзные ранения. Предположительно, пожар был устроен заключенными, которые подожгли свои матрасы в знак протеста против предстоящей депортации.

## Предыстория
Пункт содержания мигрантов — официально Estancia Provisional de Ciudad Juárez или «Временная станция Сьюдад-Хуарес» — используется Национальным институтом миграции Мексики (INM) для временного размещения мигрантов, которые незаконно пытаются пересечь границу и подлежат депортации. Он расположен в центре города Сьюдад-Хуарес, недалеко от реки Рио-Гранде, рядом с мостом Стэнтон-Лердо. До инцидента между властями и мигрантами существовала острая напряженность в Сьюдад-Хуаресе, где приюты были переполнены людьми, пытающимися попасть в Соединенные Штаты или просящими убежища. Сообщается, что около 70 человек находились в мужской части здания непосредственно перед тем, как вспыхнул пожар, некоторые из которых были задержаны в тот же день во время облав в Хуаресе.

## Пожар
В 22:00 CST, в мужской части изолятора, где находились 68 мигрантов, вспыхнул пожар. В результате пожара 38 человек погибли, ещё 28 получили серьёзные ранения. Все погибшие и пострадавшие были заключенными мужского пола, гражданами Колумбии, Эквадора, Сальвадора, Гватемалы, Гондураса и Венесуэлы, причем наибольшее число из них составляли гватемальцы.Институт миграции Гватемалы подтвердил, что 28 граждан Гватемалы погибли в результате пожара.
Согласно заявлениям мексиканского президента Андреса Мануэля Лопеса Обрадора, сделанным на пресс-конференции на следующее утро, пожар начался, когда заключённые подожгли матрасы в знак протеста против предстоящей депортации. Он также сказал, что большинство жертв были выходцами из Центральной Америки, в том числе венесуэльцами. Он добавил, что сокамерники, устроившие пожар, «не могли предполагать, что это станет причиной такого ужасного несчастья».
Полученные прессой кадры с камер видеонаблюдения, на которых якобы видно, как сотрудники INM спасаются бегством от распространяющегося огня и дыма, оставляя задержанных запертыми в своих камерах, на следующий день были восприняты с «волной негодования».

## Последствия
На место возгорания прибыли спасатели, в том числе пожарные и медики. Из пострадавших не менее 21 доставлены в больницы. Федеральный генеральный прокурор Алехандро Герц Манеро начал расследование в связи с пожаром. На помощь мигрантам была призвана Национальная комиссия по правам человека. INM объявил, что выжившим раненым будут предоставлены гуманитарные визы и что им будут возмещены медицинские расходы.
Посол США в Мексике Кен Салазар написал в Твиттере, что пожар стал «напоминанием правительствам региона о важности исправления сломанной миграционной системы». Фелипе Гонсалес Моралес, бывший президент Межамериканской комиссии по правам человека и действующий Специальный докладчик ООН по правам мигрантов, раскритиковал практику массовых задержаний мигрантов, заявив в Твиттере: «Массовое содержание под стражей приводит к трагедиям, подобным этой». Генеральный секретарь ООН Антониу Гутерриш выразил соболезнования и призвал к тщательному расследованию инцидента и созданию более безопасных, регулируемых и организованных путей миграции.